# Chisamba (Distrikt)
Chisamba ist einer von elf Distrikten in der Zentralprovinz in Sambia. Er hat eine Fläche von 5205 km² und es leben 160.830 Menschen in ihm (2022). Er wurde im November 2012 vom Distrikt Chibombo abgespaltet. Sitz der Verwaltung ist der Ort Chisamba.

## Geografie
Der Distrikt befindet sich etwa 30 Kilometer nördlich von Lusaka. Er liegt im Nord, Westen und Süden auf über 1100 m und fällt nach Südosten auf etwa 1000 m ab. Einen Teil der Ostgrenze bildet der Fluss Mulungushi. Ein Teil der Westgrenze wird durch die Great North Road gebildet.
Der Distrikt grenzt im Westen an die Distrikte Chibombo und Kabwe, im Osten an Kapiri Mposhi und Luano, und im Süden an Rufunsa und Chongwe in der Provinz Lusaka.
Chisamba hatte 2014 sieben Wards.:
- Katuba
- Chonga
- Kabile
- Michenje
- Mungule
- Chilo
- Chabalenje

Es wird allerdings eine Aufteilung in zehn angestrebt.

## Geschichte
Chisamba war zunächst Teil des Kabwe Rural District Councils, bevor 1976 Chibombo, von dem es ein Teil war, zum eigenen Distrikt erklärt wurde. Dieser Distrikt war derer Zeit deutlich größer. Er beinhaltete neben Chisamba auch die Distrikte Kapiri Mposhi, Ngabwe und Mumbwa. Kapiri Mposhi wurde, damals noch zusammen mit Ngabwe, 1993 zum eigen Distrikt erklärt. Nach Mumbwa wurde zuletzt Chisamba 2012 abgespaltet.

## Entwicklung
Der Distrikt versucht sich nach seiner Gründung stärker zu entwickeln. Es wurde in den Aufbau einer lokalen Verwaltung, so wie in die Sanierung des Straßennetzes investiert.

## Infrastruktur

### Wasserversorgung
Es wurde auch in die Wasserver- und Entsorgung investiert. Es wurden 2014 mehrere Brunnen gebohrt und Abwasserleitungen verlegt, sowie ein Programm zu Sanierung der bestehenden Bohrlöcher gestartet. Im Stadtnahen Bereich wurden 4 Wasserkioske errichtet.

### Bildung
Chisamba hat 91 Schulen. Darunter sind 52 staatliche und zwei private Grundschulen. Des Weiteren 32 Gesamtschulen, sowie drei staatliche und zwei private weiterführende Schulen.

### Gesundheit
Das Liteta-Krankenhaus liegt an der Grenze zwischen Chisamba und Chibombo. Es wird erwogen, ein neues Krankenhaus am Verwaltungssitz in Chisamba zu bauen, um den Distrikt zentraler zu versorgen.

## Wirtschaft

### Landwirtschaft
In Chisamba wird viel Mais, Weizen und Sojabohnen angebaut. Die Regierung und die Weltbank bauten bis 2018 den Mwomboshi Damm am Fluss Mwomboshi, das größte Gewässer das in Sambia bisher zur Bewässerung der Anbauflächen gebaut wurde. Dafür wurden 250 Familien umgesiedelt. Die meisten kommerziellen Landwirte konzentrieren sich auf die Milch- oder Fleischverarbeitung.

### Erzabbau
In Nyankanga wird ein Gebiet von einige südafrikanische Bergbauunternehmen explorieren, mit Aussichten auf Kupfer, Eisenerz und Gold.

## Ökologie
In Chisamba gibt ist ein Important Bird Area, das bedeutend für den endemischen sambischen Feigen-Bartvogel ist. Andere Arten sind Silberreiher und die Witwenpfeifgans. Die umliegenden Miombo-Wälder beherbergen Arten wie die Spatelracke und den Blassschnabeltoko.